# Koobi Fora
Koobi Fora /ˈkuːbi ˈfɔːrə/ se nanaša predvsem na regijo okoli grebena Koobi Fora, ki je na vzhodni obali Turkanskega jezera na ozemlju nomadskega ljudstva Gabbra. Po podatkih Narodnega muzeja Kenije ime izvira iz jezika Gabbra: izraz Koobi Fora pomeni kraj commiphora in vir mire.
Sam greben je izdanek pretežno pliocenskih / pleistocenskih sedimentov. Sestavljajo ga glinenci, meljevci in peščenjaki, ki ohranjajo številne fosile kopenskih sesalcev, vključno z zgodnjimi vrstami homininov. Trenutno greben erodira v neplodno območje zaradi vrste efemernih rek, ki se izlivajo v severovzhodni del sodobnega Turkanskega jezera. Leta 1968 je Richard Leakey ustanovil bazno taborišče Koobi Fora na velikem peščenem rtu, ki je štrlel v jezero blizu grebena, in ga imenoval Koobi Fora rt.
Posledično je vlada Kenije leta 1973 zavarovala regijo kot narodni park Sibiloi in ustanovila sedež za nacionalne muzeje Kenije na Koobi Fora rtu. Rezervat je dobro vzdrževan in ga dobro varuje prijazna, a oborožena parkovna policija. Zaščita območij in zlasti divjih živali je glavna skrb. Raziskovanje in izkopavanja se nadaljujejo pod okriljem raziskovalnega projekta Koobi Fora (KFRP), ki sodeluje s številnimi zainteresiranimi univerzami in posamezniki po vsem svetu.
Prej se je izraz Koobi Fora uporabljal za eno ali dve začetni lokaciji ali peščeni rt. Danes lahko pomeni katero koli ali vse točke v narodnem parku Sibiloi. Tudi izraz East Turkana je prišel v uporabo z večjim pomenom.

## Arheološka najdišča in artefakti

### Arheološka najdišča
Preprosta hierarhija znanstvenih krajev za Koobi Fora je naslednja: Koobi Fora je regija; regija je razdeljena na območja zbiranja fosilov (npr. območje 102, 103, 140 itd.); znotraj območij zbiranja fosilov so arheološka najdišča (npr. FxJj 1, FxJj 10 itd.) in paleontološka nahajališča homininov, ki so običajno poimenovana po pristopni številki Narodnega muzeja Kenije, ki je dodeljena pomembnim najdenim kostem. Na primer, na območju 131 je bila najdena lobanja homininov KNM-ER 1470. Fosili, ki jih najdemo tukaj, vključno z vsemi nečloveškimi, so pripisani kraju 1470.
Lociranje in sklicevanje na stotine lokacij v regiji Koobi Fora je stalen proces. Celoten rezervat je bil razdeljen na nekaj več kot 100 oštevilčenih območij. Ko je bilo le sorazmerno malo lokacij, je zadostovalo, da jih poiščemo z iglami na fotografijah iz zraka in jih navedemo z navedbo območja. Arheologi, kot je Glynn Isaac, so razvili koordinatni sistem. Najdišče je pridobilo oznako, sestavljeno iz 4-črkovnega identifikatorja koordinat, kot je FxJj, ki se nanaša na majhen odsek na presečišču x in j znotraj večjega odseka na presečišču F in J, ki mu sledi število mesto: FxJj 82 se nanaša na 82. mesto znotraj FxJj. Leta 2000 je KFRP prešel na sistem GPS in poskuša povezovati pike s svojimi podatki.
Fosili so označeni z pristopno številko KNM (Kenijski nacionalni muzeji), ki je dodeljena po vrstnem redu, v katerem je bila najdena. Pred številko je lahko v strokovni literaturi KNM, KNM-ET ali KNM-ER, kjer ET in ER pomenita East Turkana oziroma East Rudolf ali preprosto ER. Nekatera opazna področja so naslednja.
- Območje 105

Prvo arheološko najdišče, to je FxJj 1, je bilo najdeno na območju 105. Najdišče KBS je dobilo vzdevek za najdišče Kay Behrensmeyer, po Kayu Behrensmeyerju, raziskovalki, ki je tam prva našla kamnito orodje. To najdišče je tudi kraj, kjer je bil najden prvi tuf, to je tuf KBS.
- Območje 131

Znana kot lokacija Lobanje 1470, ki jo je leta 1972 odkril Bernard Ngeneo, rekonstruiral Meave Leakey, kasneje pa jo je Richard Leakey rekonstruiral in poimenoval Homo habilis kot morda prvi iz rodu Homo. Nato je Richard Leakey našel Homo rudolfensis pod 1,89 milijona let starim tufom KBS; torej je starejši od tega datuma, vendar je običajno datiran nanj.

### Fosili homininov
Iskanje in najdenje fosilov na tako velikem območju je še en težak problem. Ena od rešitev je bila, da se vse prisotne osebe organizirajo v skupino za česanje določenega območja. Richard Leakey je zasnoval metodo, ki je prinesla boljše rezultate: organiziral je in usposobil iskalno ekipo Kenijcev, ki je postala znana kot "tolpa hominidov", pod vodstvom Kamoya Kimeuja - "hominid" je bil takrat izraz za današnji čas pomen "hominin". Našli so večino od več kot 200 fosilov homininov, odkritih do danes.
Koobi Fora je morda najbolj znan po svojih osebkih iz rodu Homo, vendar so bili najdeni tudi tisti iz rodu Australopithecus. Zastopane so naslednje vrste:
| Ime vrste                  | Datacija (samo KF) | Reprezentativni fosili                                    | Opombe |
| -------------------------- | ------------------ | --------------------------------------------------------- | --- |
| Australopithecus anamensis | 4.2–3.9 mya        | 30731, −44, −45, −50, 35228, −31, −32, −33, −35, −36, −38 | Najdeno v zalivu Allia. Najzgodnejši dokazi o dvonožni hoji. |
| Paranthropus boisei        | 2.1–1.1 mya.       | KNM-ER 406, 729, 13750, KNM-ER 23000, KNM-ER 732.         | |
| Homo habilis               | 1.9–1.6 mya        | KNM-ER 1813, 1501, 1502, 1805, 1808.                      | Imenuje se "habilines" ali "hablines". Drugi so bili iz te vrste preklasificirane v Homo rudolfensis. Habilis velja za najzgodnejšega ali med najzgodnejšimi Homo. |
| Homo rudolfensis           | 1.9–1.6 mya        | 1470, 1912, 1590, 3732, 1801, 1802, 1472.                 | Rudolfensis se lahko ponovno razcepi, da postavi nekatere fosile, kot je 1470, s Kenyanthropus platyops. Rudolfensis si deli tudi ime "habline".                   |
| Homo ergaster              | 1.8–1.4 mya        | KNM-ER 992, 730, 731, 819, 820, KNM-ER 3733, KNM-ER 3883. | Šteje se za nekakšen pre-erektus, če ne že za zgodnjega Homo erectus, od katerega je bil ločen. Nekateri ergaster imenujejo afriški erektus.                       |

Zdi se, da sta Avstralopitek in Homo sobivala v afriških regijah že nekaj sto tisoč let. Ena od možnih razlag so različni viri hrane. Zdi se, da se je rod avstralopitekov razvil v vzhodni Afriki pred približno 4 milijoni let, preden se je razširil po celini in sčasoma izumrl pred 2 milijonoma let.

### Kamnito orodje
V Koobi Fori so bile najdene velike količine kamnitih orodij tako na površini kot v zakladih, ki imajo lastne datacije, vendar so le redko povezane s hominini. Drugih kandidatov za njihovo izdelavo pa niso našli. Orodja so Olduwan in Acheulean. Skupnost Koobi Fora je oblikovala naslednjo terminologijo  za opis treh lokalnih industrij:
| Industrijsko ime                             | Datacija                    | Reprezentativna lokacija  | Opomba                                                                                             |
| -------------------------------------------- | --------------------------- | ------------------------- | -------------------------------------------------------------------------------------------------- |
| KBS Olduwan                                  | 1.89–1.65 ma (KBS Member)   | FxJj1, FxJj3, FxJj10.     | Primerljivo z Bed I Olduwan pri soteski Olduvai. Nizko razmerje med strgali za luske in sekalniki. |
| Karari, imenovan po grebenu Karari/Abergaya. | 1.65–1.39 ma (Okote Member) | FxJj16, FxJj18GL, FxJj20M | Primerljivo z Bed II Olduwan pri Olduvai. Visoko razmerje med strgali in sekalniki                 |
| Zgodnji Acheulean                            |                             |                           | |

Začetno arheologijo, eksperimentalno arheologijo in znanstveno analizo orodij so izvedli J. W. K. Harris, Nicholas Toth in Glynn Isaac. Harris in Braun poročata o svoji liniji preiskave:
 Tehnologija hominidov predstavlja prehod med hominidi in dostopom do virov, kot sta meso in mozeg.

## Stratigrafija
Koobi Fora obsega majhen depocenter, ki ga prekrivajo pliocenski bazalti in je napolnjen s skoraj 600 metri pliocensko-pleistocenskih sedimentov, ki segajo od približno štirih do enega milijona let nazaj. Te sedimente pripisujejo formaciji Koobi Fora, ki jo sestavlja osem členov, ki so omejeni z vodnimi tufi (vulkanski pepel).
Večina zgodnjih človeških fosilov in arheoloških ostankov izvira iz zgornjega dela člana Burgi, člana KBS in člana Okote. Člani odražajo spreminjajoče se okolje v porečju Turkane, od jezerskih in deltnih v času članstva Burgi do rek in poplavnih ravnic v času članstva Okote.
Stratigrafija formacije Koobi Fora je ena najbolje preučenih in umerjenih v Vzhodni Afriki, z objavo nekaterih obsežnih seznamov ob različnih časih. Kontroverzno datiranje KBS Tuffa v 1970-ih je pomagalo pri razvoju sodobnih metod geološkega datiranja kalija/argona in argona/argona. Poleg tega je edinstvena fuzija med geokronologijo in evolucijskimi študijami sesalcev naredila formacijo Koobi Fora standard za razlago biokronologije, okoljskih sprememb in ekologije za vso pliocensko-pleistocensko Afriko.

## Geološki členi
Geološki "člen" se nanaša na plast med dvema tufoma ali plasti vulkanskega pepela. Člen je poimenovan iz spodnjega tufa, za katerega velja, da ga začne. Tufi se uporabljajo za datiranje paleontološkega in arheološkega materiala, ki ga najdemo v njih, in se uporabljajo za datiranje najdišč homininov v vzhodni Afriki na splošno.
Chari Member  (1,39-0,6 ma)
Okote Member  (1,64-1,39 ma)
- Pomembna mesta vključujejo FwJj70, ki zagotavlja dokaze za zgodnji dostop homininov do paketov z mesom okončin, uživanje kostnega mozga in konkurenco z drugimi mesojedimi potrošniki.[19] Kompleks lokacije FwJj20 je dal dokaze za uporabo ognja hominin pri 1,5 ma.[20]

KBS Member  (1,89-1,64 ma)
- Pomembne najdbe vključujejo ikonološke dokaze o gnezdih pliocenskih rib, za katere se domneva, da so jih ustvarile ribe, ki so z usti lopatale umazanijo.[21]

Burgi Member (Includes Upper Burgi)  (2,6-1,89 ma)
- Pomembne najdbe vključujejo KNM-ER 64060, ki prikazuje zobovje, ki kažejo večjo splošno podobnost s primerki, kot sta OH 7 in OH 16, ki predstavljajo "Homo habilis" sensu stricto.[22]

Tulu Bor Member  (3,35-2,6 ma)
- Pomembne najdbe vključujejo delno lobanjo Australopithecus afarensis iz območja 117, ki je zapolnila pomembno geografsko vrzel med etiopsko in tanzanijsko razširjenostjo te vrste.[23]

Lokochot Member  (3,5-3,35 ma)
Moiti Member  (4,1-3,5 ma)
Lonyumun Member (4,3-4,1 ma)